# Hauer Rezső
Hauer Rezső (Esztergom, 1865. október 23. – Budapest, 1951. november 18.) magyar cukrásziparos.

## Életpályája
Szülei: Hauer Mihály és Taxner Terézia voltak. Szülővárosában kezdett tanulni, majd a fővárosban Stühmer Frigyes cukorka- és csokoládégyárában bővítette ismereteit. 1887–1896 között Gerbeaud Emil budapesti cukrászüzemében dolgozott. 1896-ban önállósította magát (Budapest, VIII. kerület Rákóczi út 49.). 1905-ben korszerűsített műhelyében épült fel Magyarországon az első cukrászgőzkemence. 1918 után csokoládé- és bonbongyártásra is berendezkedett. 1920-ban a cukrász ipartestület örökös díszelnökévé választották. 1931-ben a budapesti cukrászművészeti kiállításon 1. díjjal tüntették ki. Üzemét az államosítás után a Cukrászati Gyár vette át. Az 1970-től a cukrászdát újra Hauer Cukrászdának hívják.
Sírja Budapesten, az Új köztemetőben található (16/10-1-25).

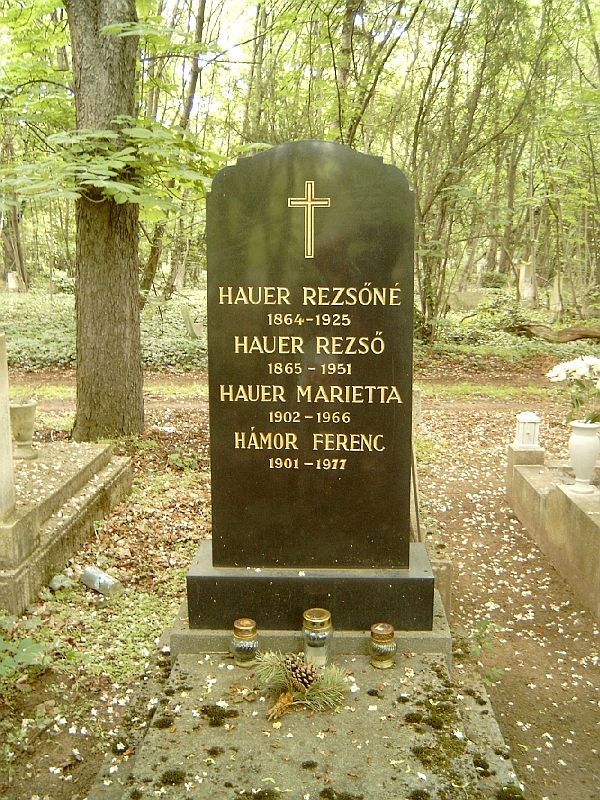
Hauer Rezső és családjának sírja Budapesten. Új köztemető: 16/10-1-25.

## Magánélete
1896-ban házasságot kötött Guth Máriával (1864–1925). 